# 我が良き友よ -吉田拓郎作品集-
『我が良き友よ -吉田拓郎作品集-』（わがよきともよ よしだたくろうさくひんしゅう）は、1994年9月28日に東芝EMI / EXPRESSよりリリースされたアルバム。

## 解説
シンガーソングライターである吉田拓郎が、歌手やアイドルに提供した楽曲や、カバーした楽曲を集めたアルバムである。
収録曲の中に、初CD化された楽曲がある。
ライナーノーツに、ゴンザレス合林&GK未次と田代充明の解説が掲載されている。

## 批評
『CDジャーナル』は、「懐かしい人や意外な人も登場する、ずいぶんとヴァラエティ豊かなアルバム。いろんな歌い手にタイプの違う楽曲を提供してたもんだ、と改めて恐れいらされる。」と批評した。

## 収録曲
| 全作曲: 吉田拓郎。 |                                                    |            |            |            |      |
| #                  | タイトル                                           | 作詞       | 作曲・編曲 | 編曲       | 時間 |
| 1.                 | 「たどりついたらいつも雨ふり」(モップス)           | 吉田拓郎   | 吉田拓郎   | モップス   | 3:28 |
| 2.                 | 「ルーム・ライト (室内灯)」(由紀さおり)            | 岡本おさみ | 吉田拓郎   | 木田高介   | 3:14 |
| 3.                 | 「恋の歌」(ラニアルズ)                             | 吉田拓郎   | 吉田拓郎   | 瀬尾一三   | 3:13 |
| 4.                 | 「ビートルズが教えてくれた」(ザ・バッド・ボーイズ) | 岡本おさみ | 吉田拓郎   | 柳田ヒロ   | 3:41 |
| 5.                 | 「チークを踊ろう」(ザ・バッド・ボーイズ)           | 吉田拓郎   | 吉田拓郎   | 柳田ヒロ   | 2:56 |
| 6.                 | 「クジラのスーさん空をゆく」(シュリークス)         | 神部和夫   | 吉田拓郎   | 石川鷹彦   | 2:12 |
| 7.                 | 「我が良き友よ」(かまやつひろし)                   | 吉田拓郎   | 吉田拓郎   | 瀬尾一三   | 3:41 |
| 8.                 | 「歩け歩け」(かまやつひろし)                       | 吉田拓郎   | 吉田拓郎   | 加藤和彦   | 2:24 |
| 9.                 | 「水無川」(かまやつひろし)                         | 松本隆     | 吉田拓郎   | 瀬尾一三   | 4:11 |
| 10.                | 「君住む街」(杉田二郎)                             | 吉田拓郎   | 吉田拓郎   | 萩田光雄   | 3:57 |
| 11.                | 「えとらんぜ」(五十嵐夕紀)                         | 松本隆     | 吉田拓郎   | 瀬尾一三   | 3:47 |
| 12.                | 「ほ・ほ・え・み」(五十嵐夕紀)                     | 松本隆     | 吉田拓郎   | 瀬尾一三   | 3:23 |
| 13.                | 「両国橋」(由紀さおり)                             | 喜多條忠   | 吉田拓郎   | 馬飼野康二 | 3:35 |
| 14.                | 「潮騒の詩」(沢口靖子)                             | 武田鉄矢   | 吉田拓郎   | 萩田光雄   | 4:22 |
| 15.                | 「不思議な夏」(沢口靖子)                           | 武田鉄矢   | 吉田拓郎   | 萩田光雄   | 3:50 |
| 16.                | 「夏休み」(坂上香織)                               | 吉田拓郎   | 吉田拓郎   | 萩田光男   | 3:35 |
| 合計時間:          | 合計時間:                                          | 合計時間:  | 合計時間:  | 55:29      |      |